# Prix du président de l'UEFA
Le Prix du président de l'UEFA (UEFA President's Award) est une récompense délivrée depuis 1998 par l'Union des associations européennes de football (UEFA) à une personnalité du monde du football. Elle récompense des réalisations exceptionnelles, l'excellence professionnelle et des qualités personnelles exemplaires. Elle met un accent tout particulier sur les personnes qui ont participé au développement et au succès du football.
Comme l'indique son intitulé, le lauréat est choisi par le président de l'UEFA. Les dirigeants actifs durant cette période sont Lennart Johansson (1998-2006), Michel Platini (2007-2015) et Aleksander Čeferin, depuis 2017.
Depuis quelques années, le trophée est habituellement remit lors du tirage au sort de la phase de poule de la ligue des champions, en ouverture de la saison européenne.

## Palmarès

### Années 1990-2000
- 1998 :  Jacques Delors[1], pour son travail à la commission européenne.
- 1999 : Non attribué
- 2000 :  Guy Roux[1]
- 2001 :  Juan Santisteban[1]
- 2002 :  Bobby Robson[1]
- 2003 :  Paolo Maldini[1]
- 2004 :  Ernie Walker (en)[1]
- 2005 :  Frank Rijkaard[1]
- 2006 :  Wilfried Straub (en)[1]
- 2007 :  Alfredo Di Stéfano[1]
- 2008 :  Bobby Charlton[1]
- 2009 :  Eusébio[1]

### Années 2010
- 2010 :  Raymond Kopa
- 2011 :  Gianni Rivera
- 2012 :  Franz Beckenbauer[2]
- 2013 :  Johan Cruyff
- 2014 :  Josef Masopust
- 2015-2016 : Non attribué
- 2017 :  Francesco Totti
- 2018 :  David Beckham
- 2019 :  Éric Cantona[3]

### Années 2020
- 2020 :  Didier Drogba
- 2021 :  Les héros de Copenhague, qui sauvèrent la vie de Christian Eriksen lors de l'Euro 2020, soit le capitaine de l'équipe du Danemark Simon Kjær et l'équipe médicale, composée de Mogens Kreutzfeldt, Frederik Flensted, Anders Boesen, Peder Ersgaard, Jens Kleinefeld, Valentin Velikov, Morten Skjoldager et Morten Boesen[4].
- 2022 :  Arrigo Sacchi[5].
- 2023 :  Miroslav Klose
- 2024 :  Gianluigi Buffon